# マシュー・ブレイディ
マシュー・ブレイディ（英: Mathew B. Brady [ˈbreɪdi]、1822年5月18日 - 1896年1月15日）は、アメリカ合衆国ニューヨーク州出身の、最初期の写真家である。南北戦争に従軍して写真を撮影したことで知られる。
ブレイディは、アメリカでダゲレオタイプ写真技術を開発した発明家サミュエル・モールスの下で勉強した。1844年、ニューヨーク市で自分のスタジオを開き、アンドリュー・ジャクソンやジョン・クインシー・アダムズなど、多くの著名人を撮影した。南北戦争が始まると、移動式のスタジオと暗室を使い、生き生きとした戦場の写真撮影を可能にしたので、大衆に戦争の実際を伝えることができた。数多い戦場の写真以外に、南北両軍の将軍や政治家の肖像写真も撮ったが、それらの大半はブレイディ自身ではなく、助手が撮影したものだった。
戦後、これらの写真は時流に合わなくなり、政府はその原版を購入しなかったが、それはブレイディの予想通りだった。ブレイディの資産状況は急速に悪化し、負債を抱えて死んだ。

## 生い立ち
マシュー・ブレイディは1822年5月18日に、ニューヨーク州ウォーレン郡レイクジョージ町近くで生まれた。父はアンドリュー・ブレイディ、母はサマンサ・ジュリアであり、二人ともアイルランドからの移民だった。ブレイディは3人兄弟であり、その末っ子だった。16歳の時にニューヨーク州サラトガに移転し、そこで有名な肖像画家ウィリアム・ペイジ（1811年-1885年）と出逢った。ブレイディはペイジの弟子になった。1839年、ペイジとブレイディはオールバニを経てニューヨーク市に移動し、ブレイディはペイジやその教師だったサミュエル・F・B・モールス（1791年-1872年）の下で絵画の勉強を続けた。モールスは1839年にフランスでルイ・ジャック・マンデ・ダゲールと出逢っており、アメリカに戻って、映像を残すための発明である新しいダゲレオタイプ写真技術の普及を熱心に推進した。当初、モールスの関与はダゲレオタイプ写真を保持する革のケースの製造に限られていた。しかし間もなく写真を勉強しようというニューヨーク市の芸術家社会の中心になった。スタジオを開設し、授業を行った。ブレイディはその最初の学生になった。
1844年、ブレイディはニューヨーク市で自分の写真スタジオを開き、1845年までに、政治家のダニエル・ウェブスター上院議員や詩人のエドガー・アラン・ポーなど、著名人の肖像写真を展示し始めた。1849年にはワシントンD.C.でスタジオを開き、ジュリエット・ハンディと出逢った。二人は1851年に結婚して、スタテン島に住んだ。ブレイディの初期の作品はダゲレオタイプのものであり、それで多くの賞を獲得した。1850年代、アンブロタイプ（湿板写真）が人気を得るようになったが、それが鶏卵紙写真に取って代わった。これは大きなガラスにネガを置いたものから紙に印画するものであり、南北戦争の写真では最も多く使われた。1850年、ブレイディは当代の著名な人物の肖像写真を集めた『著名アメリカ人のギャラリー』を制作した。この写真集は、高齢になった隠居所でのアンドリュー・ジャクソンなど注目に値する写真を掲載していたが、財政的には報われなかった。しかし、ブレイディの作品や技術の才能に対する注目を増やした。1854年、パリ生まれの写真家アンドレ＝アドルフ＝ユージェーン・ディスデーリが名刺大の「カルト・ド・ビジテ」を流行らせ、この小さな写真がアメリカ合衆国やヨーロッパで数多く制作されて販売されたので、急速に人気ある土産品となった。
1856年、ブレイディは「ニューヨーク・ヘラルド」紙に広告を出し「写真、アンブロタイプ、ダゲレオタイプ」を制作するとうたった。この革新的な広告は、アメリカ合衆国で、書体とフォントの利用を始めさせた。それまでの文章のみのものや、他の広告とははっきり異なるものだった。

## 南北戦争の記録

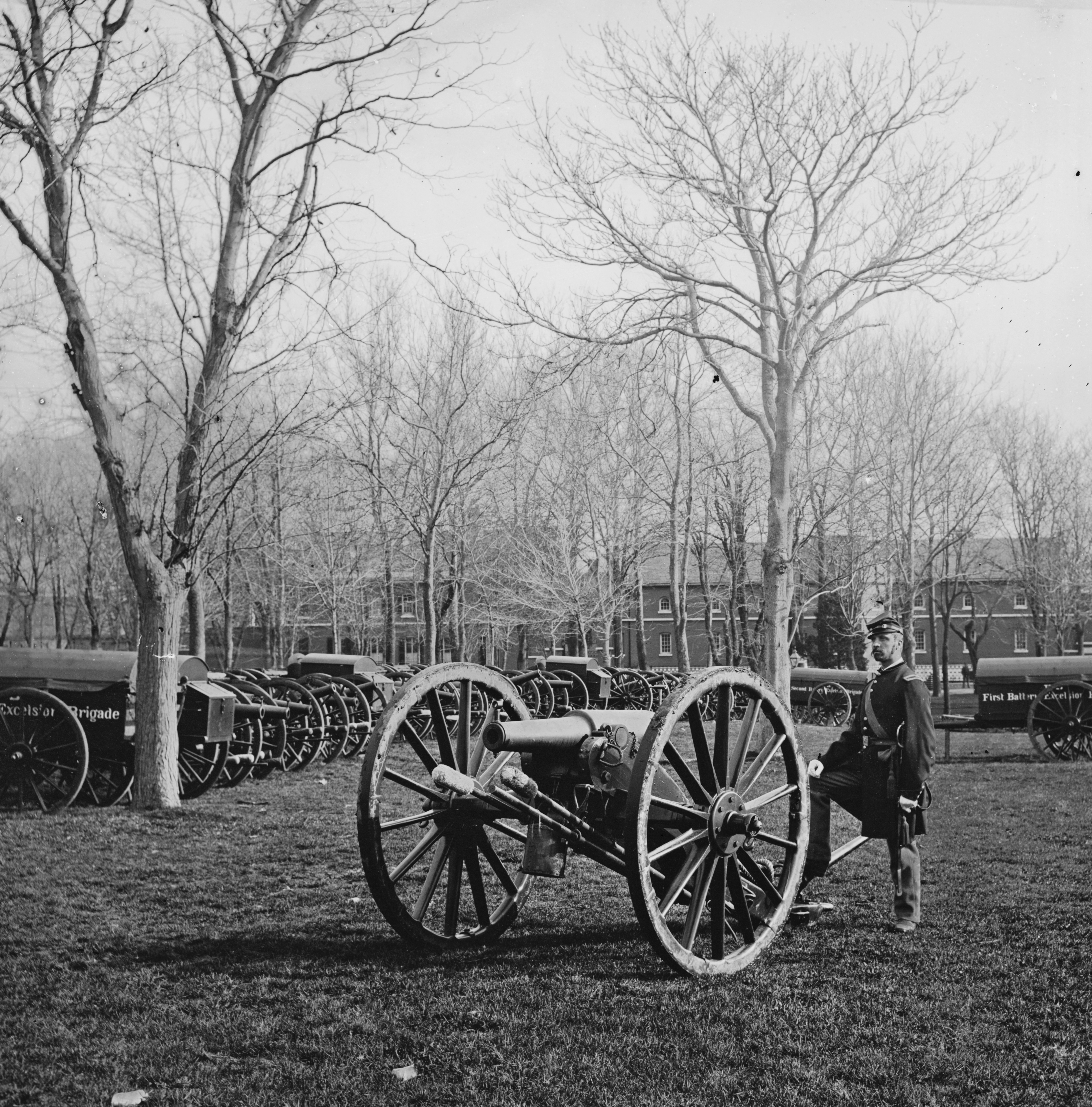
武器庫を守る兵士、ワシントンD.C.、1862年

南北戦争がブレイディの事業に与えた影響は当初、出征する兵士に「カルト・ド・ビジテ」が売れたことで売り上げが著しく増加した。実際にブレイディはすぐに、出征する若い兵士の両親を対象に、息子が戦争で失われる前に写真を撮っておくというアイディアを売り込み、「ニューヨーク・デイリー・トリビューン」に「それが遅すぎたと直ぐに言うわけにはいかない」と警告する宣伝を載せた。しかし、間もなく戦争自体を記録するアイディアに飛びついた。まず古い友人であるウィンフィールド・スコット将軍に、戦場に行く許可を申請し、最後はリンカーン大統領その人に対しても申請書を作った。リンカーンは1861年に、ブレイディがその仕事の諸掛を出すという条件で許可を出した。
南北戦争を大々的に記録にしようという努力は、その写真スタジオを戦場にもって来ることで、ブレイディ自身の歴史の一齣にした。明らかに危険性があり、財政的なリスクもあり、友人も止めたが、ブレイディは、「私は行かねばならない。私の足にある精神が『行け』と言っており、私は行った」と、後に語っていたとされている。この戦争で最初に人気を博した写真は第一次ブルランの戦いでのものであり、あまりに戦場に近づきすぎて、危うく捕虜になるところだった。写真を撮れる前に戦闘が終わっていることが多かったのとは対照的に、ブルラン、ピーターズバーグ、フレデリックスバーグの各戦闘で経験したように、直接砲火の下に出くわしたこともあった。
ブレイディは、アシスタントとしてアレクサンダー・ガードナー、ジェイムズ・ガードナー、ティモシー・H・オサリバン、ウィリアム・パイウェル、ジョージ・N・バーナード、トマス・C・ロシェの他、17人を雇い、そのそれぞれに移動式の暗室を支給し、南北戦争の戦場に出て行って現場の撮影を行わせた。ブレイディは概してワシントンD.C.に留まり、そのアシスタントを動かすことに終始しており、自ら戦場に赴くことはめったに無かった。実際のカメラの操作は機械的なものが重要だったが、「シャッターを押す」以上のものでなければ、写真を写す現場を選ぶことが重要だった。これは1850年代にブレイディの視力が衰え始めていたという事実に、少なくとも一部は負っていた可能性がある。ブレイディのコレクションに入った写真の多くは、実際のところ、そのアシスタントの作品と考えられた。ブレイディは他の者の作品を自分のものとする傾向があると見えたが、それが意図的なものなのか、あるいは具体的写真の撮影者を記録する意思が単純に欠けていたのか、明らかではない。ブレイディの写真の多くは情報が欠けているので、それを誰が撮影したかだけでなく、正確に何時、どこで撮影されたのかも知るのが難しい。さらにブレイディが記録化を無視する意図だったのかも分からない。おそらくは、解釈の誤りである。実際のところ、撮影された写真はブレイディに関わり、そのスタジオで処理されたので、大半がブレイディのものに帰されることになる。それ故に、全ての責を負うことにはならず、自分の作品とアシスタントの作品に適当な評価が得られるよう記録化しておくべきだったということである。ブレイディがそれを怠ったので、大いに批判されることとなった。
1862年10月、ブレイディはニューヨークの自分のギャラリーで、「アンティータムの死体」と題するアンティータムの戦いに関する写真展を開催した。展示された多くの写真は死骸を写したものであり、アメリカでは新しい展示だった。これは、以前の「画家の描いたもの」とは異なり、多くのアメリカ人が戦争の現実を写真で見た初めての機会となった。
ブレイディはその雇用した多くのアシスタントを通じて、南北戦争の数多い写真を撮影した。南北戦争に関する通常の理解の多くはこれらの写真から得られている。アメリカ国立公文書記録管理局やアメリカ議会図書館にはブレイディや、そのアシスタントであるアレクサンダー・ガードナー、ジョージ・バーナード、ティモシー・オサリバンが撮影した、数多い写真が保管されている。それら写真の中にはエイブラハム・リンカーン大統領、ユリシーズ・グラント中将を始め、宿営中や戦場での普通の兵士が収まっている。それらによって、南北戦争の歴史の映像による相互参照が可能になっている。この時代の写真機はまだその開発の緒についたばかりであり、鮮明な写真を得るためには課題が残っていたので、ブレイディが戦闘の実際の場面を撮影することは適わなかった。
終戦後、戦争に倦んでいた大衆は戦争の写真を見ることへの興味を失い、ブレイディの人気と事業は劇的に衰えて行った。

## 後年と死

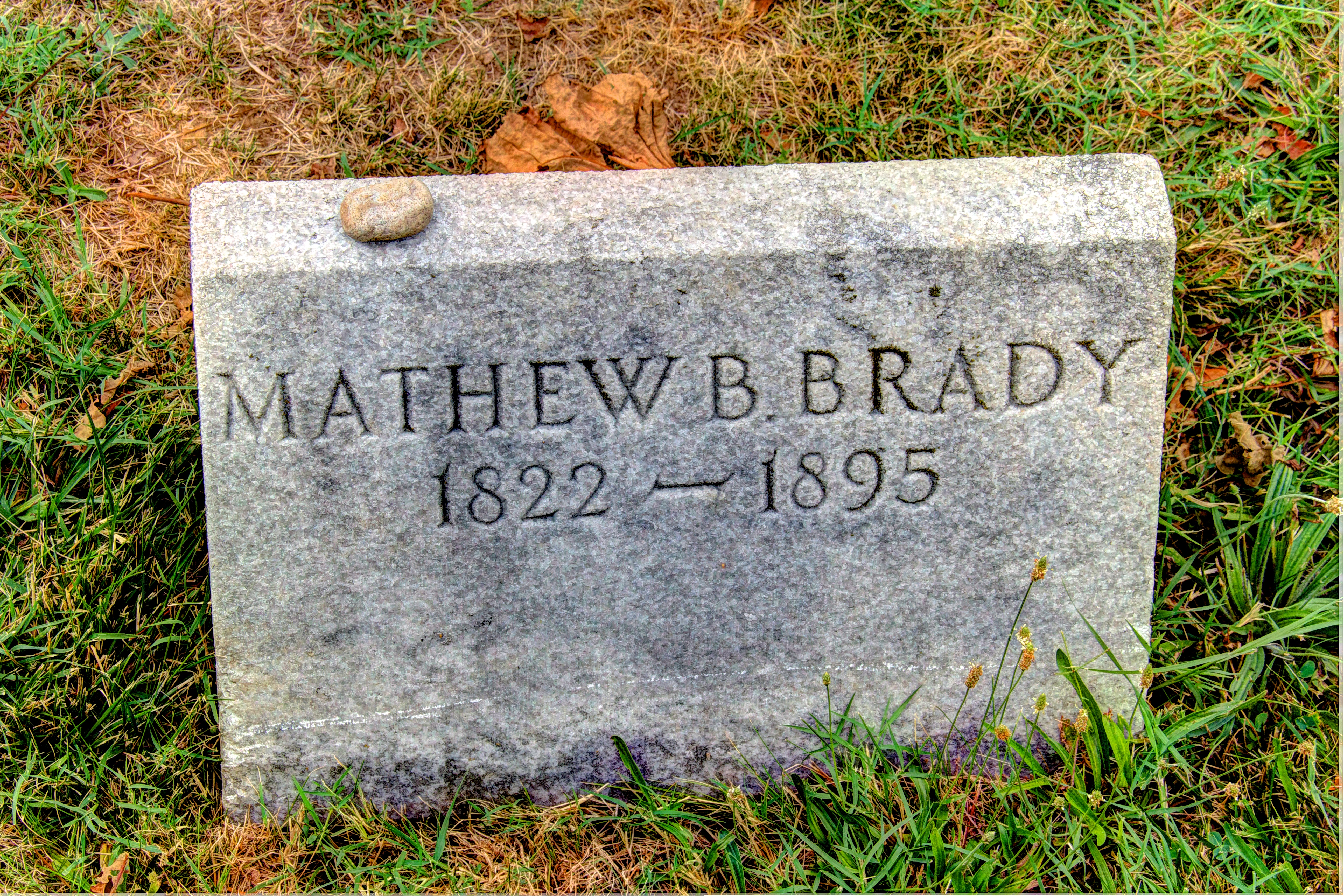
マシュー・ブレイディの墓、コングレッショナル墓地（没年が誤っている）

南北戦争の間に、ブレイディは1万枚以上の原版を作成するために10万ドル以上を費やした。戦争が終わったときにそれらの写真をアメリカ合衆国政府が買い上げてくれると期待していたが、政府がそれを拒否すると、ニューヨーク市の自スタジオの売却を強いられ、破産に追い込まれた。1875年、アメリカ合衆国議会がブレイディに25,000ドルの助成金を出したが、それでも重い負債を解消できなかった。さらに大衆は、戦争が終わった後に恐ろしい情景を見て過ごそうとは思わず、民間の写真の収集家もほとんど居なかった。ブレイディはその財政的状況、視力の喪失に押しつぶされ、さらに1887年には妻を失うという衝撃を受け、大変な孤独になった。1896年1月15日、ニューヨーク市の長老派教会病院の慈善病室で、路面電車の事故の後の合併症により、一文無しのまま死んだ。
ブレイディの葬儀はニューヨーク第7歩兵連隊の古参兵が費用を出した。ワシントンD.C.の議会墓地に埋葬された。
ブレイディの姻戚の甥であるレビン・コービン・ハンディが、ブレイディの死後にその写真事業を引き継いだ。

## 遺産、撮影した人物
ブレイディは、第6代アメリカ合衆国大統領ジョン・クインシー・アダムズから、第25代ウィリアム・マッキンリーまで19人の大統領のうち18人の写真を撮影した。例外は第9代のウィリアム・ハリソンであり、ブレイディがその写真収集を始める3年前に、在任のままで死亡していた。
マシュー・ブレイディのアシスタントとなった写真家（アレクサンダー・ガードナー、ティモシー・オサリバンなど）が撮影した数多い写真は、南北戦争の視覚史料として最も重要なものとなり、歴史家達や大衆にとっては、その時代を理解しやすくする助けになった。

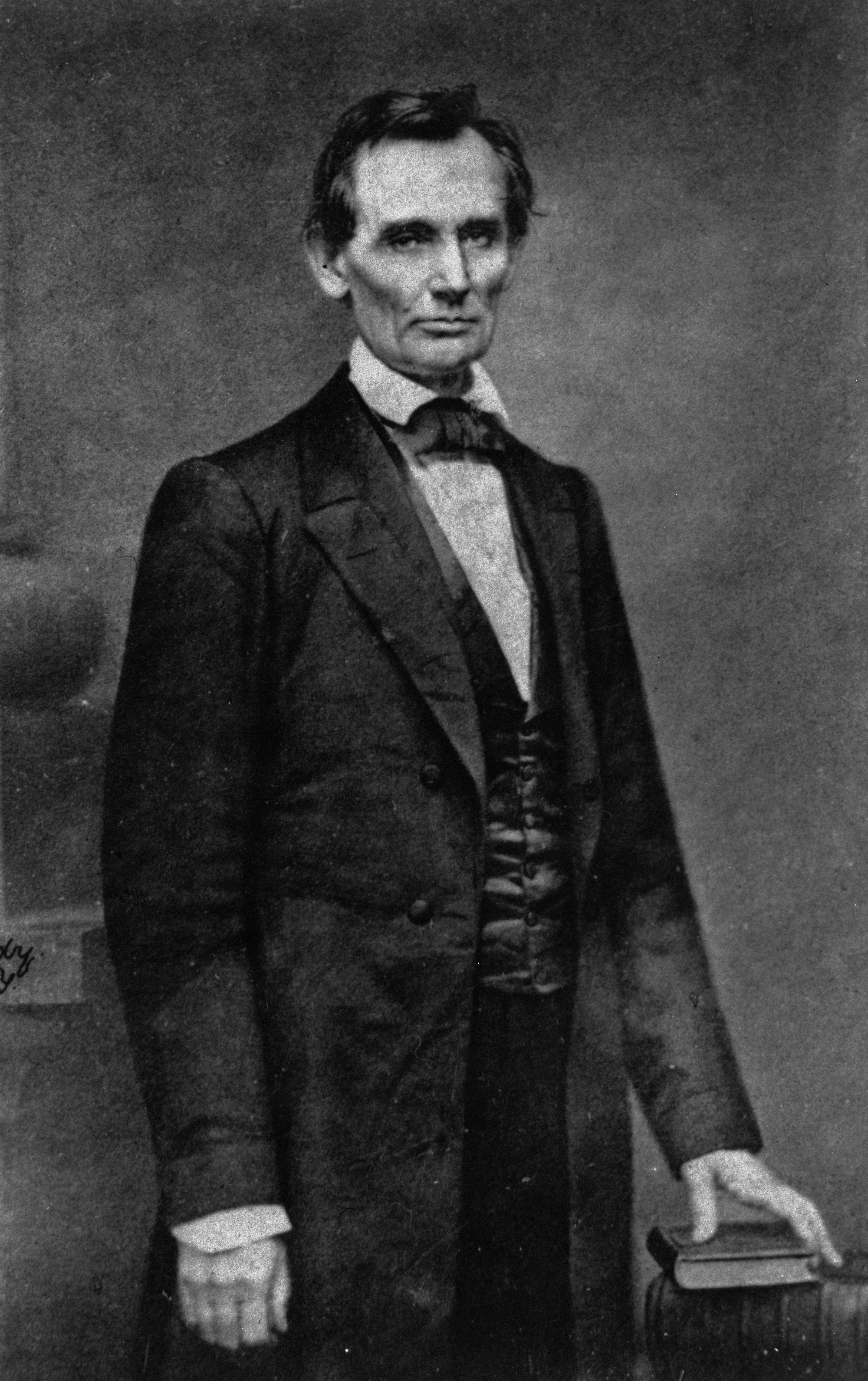
エイブラハム・リンカーン大統領の肖像写真、リンカーンのクーパー・ユニオン演説の日に、ブレイディが撮影

ブレイディは戦中の多くの高級将校の写真を撮影した。例えば北軍では、ユリシーズ・グラント、ナサニエル・バンクス、ドン・カルロス・ビューエル、アンブローズ・バーンサイド、ベンジャミン・フランクリン・バトラー、ジョシュア・チェンバレン、ジョージ・アームストロング・カスター、デヴィッド・ファラガット、ジョン・ギボン、ウィンフィールド・スコット・ハンコック、サミュエル・P・ハインツェルマン、ジョセフ・フッカー、オリバー・O・ハワード、デイビッド・ハンター、ジョン・A・ローガン、アービン・マクドウェル、ジョージ・マクレラン、ジェイムズ・マクファーソン、ジョージ・ミード、モンゴメリー・メグズ、デイビッド・ディクソン・ポーター、ウィリアム・ローズクランズ、ジョン・マカリスター・スコフィールド、ウィリアム・シャーマン、ダニエル・シックルズ、ヘンリー・W・スローカム、ジョージ・ストーンマン、エドウィン・サムナー、ジョージ・ヘンリー・トーマス、エモリー・アプトン、ジェイムズ・ワズワース、ルー・ウォーレス、他を撮影した。
南軍側では、ジェファーソン・デイヴィス、P・G・T・ボーリガード、ストーンウォール・ジャクソン、ジェイムズ・ロングストリート、ライアンズ卿、ジェイムズ・ヘンリー・ハモンド、およびロバート・E・リーがいた。リーについて、ブレイディが最初に撮影したのはアメリカ陸軍の中佐のときであり、戦後、バージニア州リッチモンドで最後の写真も撮影した。
エイブラハム・リンカーン大統領は多くの機会に撮影した。その写真は5ドル札やリンカーン・セント（1セント硬貨）のデザインに使われた。リンカーンの写真の1つは、アメリカン・バンクノート社が1869年の90セント・リンカーン切手の版画のためのモデルとして使った。
ブレイディは報道写真の父として、その位置づけが認められている。「クレジットライン」を入れることではパイオニアになったとも考えられている。そのギャラリーで制作されたどの写真にも「ブレイディ撮影」と書かれている。しかし、ブレイディは特に目立つ主題のみを直接扱ったのであり、多くの肖像写真は別の者が撮影した。
ブレイディはおそらく19世紀のアメリカ合衆国で最もよく知られた写真家として、肖像写真家によって具体的に使われた工場製造の、この時代の重く特殊化されたエンド・テーブルにその名前が付けられた。19世紀半ばの「ブレイディ・スタンド」は通常、安定化させるために基礎部分に重い鋳鉄を使っており、これに高さを調節できるパイプ製の柱を加え、肖像写真のモデルのアームレストとして使うか（フルに伸ばして通常のテーブル表面よりも支持用付属具に取り付けられる）、首の支えとして使う2通りの用途があった。首の支えとは、写真術の初期に長い露出時間を要したので、その間にモデルの立ち姿勢を支えておく必要があったためだった。「ブレイディ・スタンド」はスタジオ装置の商売道具について便利な言葉ではあったが、1855年頃に発明されたこのスタンドとブレイディ自身に直接の関係は無いことが分かっている。
ブレイディとそのスタジオは7,000枚以上の写真を制作し、その大半はそれぞれ2枚のネガがあった。その1組は「異常なほどの苦難の時を経た後に」アメリカ合衆国政府の所有物になった。ブレイディの持ち分の1組は、1870年代に、写真材料の代価支払いのために、ニューヨーク市のE. & H. T. アンソニー・アンド・カンパニーに渡された。それらは10年間「あちこちと場所を移された」後、合衆国下院議員ジョン・C・テイラーが屋根裏部屋で見つけて購入した。このときから、オードウェイ・ランド収集品の屋台骨となり、1895年、ブレイディ自身はそれらがどうなっているのか何も分かっていなかった。その多くは壊れ、紛失し、火事で焼けた。様々な所有者の手に渡った後、エドワード・ベイリー・イートンが発見して喜び、1912年に出版した『南北戦争の写真による歴史』に掲載された収集写真の中核となり、その重要さを訴えることになった。
失われた写真の幾らかについて、ケン・バーンズが1990年に制作したドキュメンタリー映画『南北戦争』の最後のエピソードで言及されている。バーンズは、ガラス原版のネガは庭師に売られることが多く、それは写真のためではなく、温室や冷床につかわれるガラスそのもののためだったと言っている。終戦後の時代に、日光によって緩りとネガを消し去り、失われていった。
オクラホマ州タルサ市の設立者W・テイト・ブレイディについて、同市の通りや地区にその名前がつけられていたが、ブレイディの人種差別の歴史に関してかなりの議論が続いた後の2013年8月15日、タルサ市市政委員会がブレイディ通りを、テイト・ブレイディではなくマシュー・ブレイディの栄誉を称えて名付けることを票決した。

## 写真展
1862年9月19日、アンティータムの戦いが行われた2日後、ブレイディは写真家アレクサンダー・ガードナーとアシスタントのジェイムズ・ギブソンをその大虐殺撮影のために派遣した。この戦いでは両軍で戦死、負傷、不明合わせて23,000名以上を出し、アメリカの国土で行われた中で最も流血の多い1日の戦闘とされている。1862年、ブレイディのニューヨーク市ギャラリーで、「アンティータムの死体」と題して、ガードナーの撮影した写真を展示した。「ニューヨーク・タイムズ」がその批評を掲載した。2012年10月、南北戦争医学国立博物館が、マシュー・ブレイディが南北戦争のアンティータムの戦いで撮影させた写真の原版21枚を展示した。

## 関連する写真

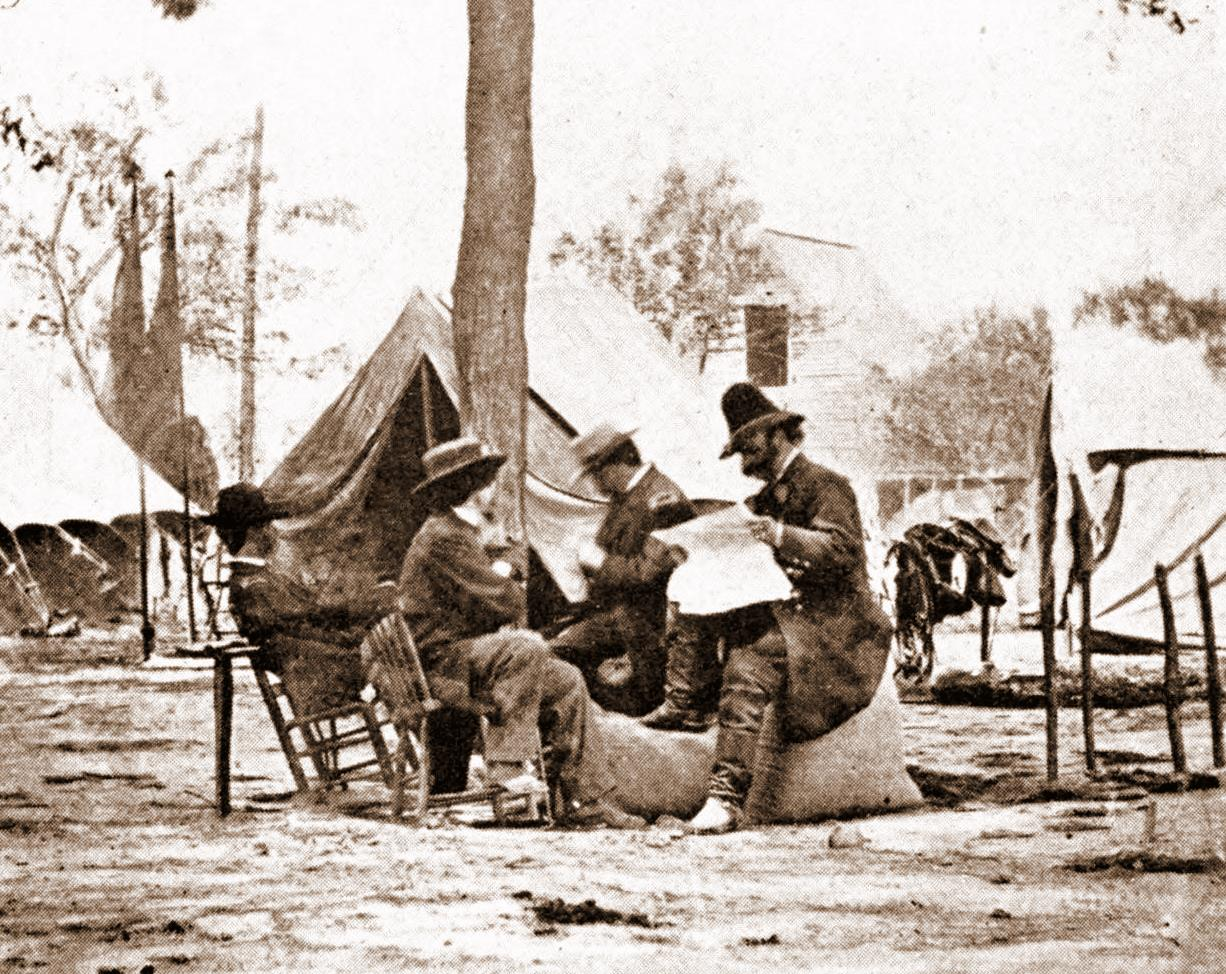
ブレイディ（中央で麦藁帽を被っている）、アンブローズ・バーンサイド将軍（新聞を読んでいる）、バーンサイドが指揮したフレデリックスバーグの戦いの後に撮影
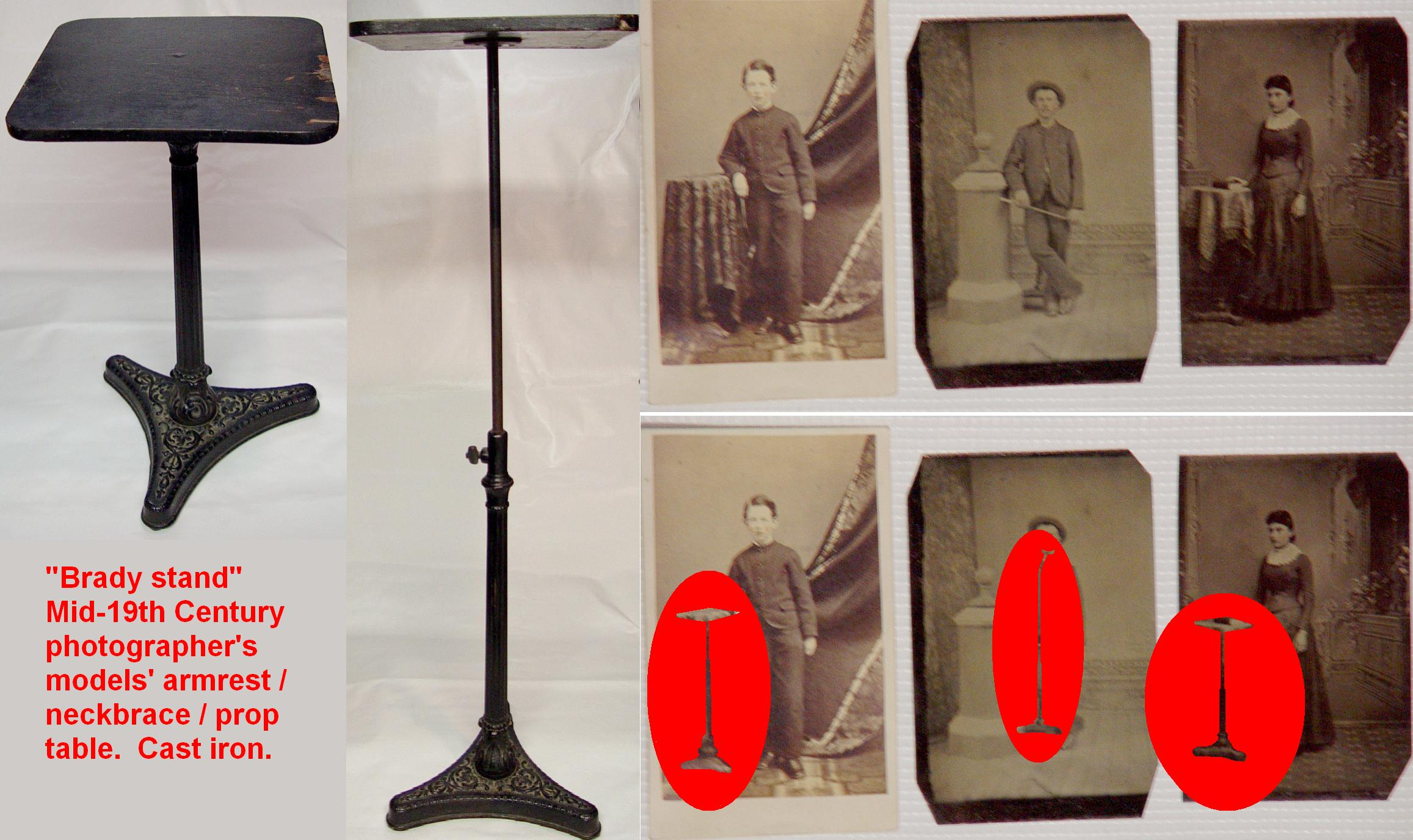
19世紀半ばに使われた「ブレイディ・スタンド」、モデルのアームレストになっている。柱の高さを伸縮できる
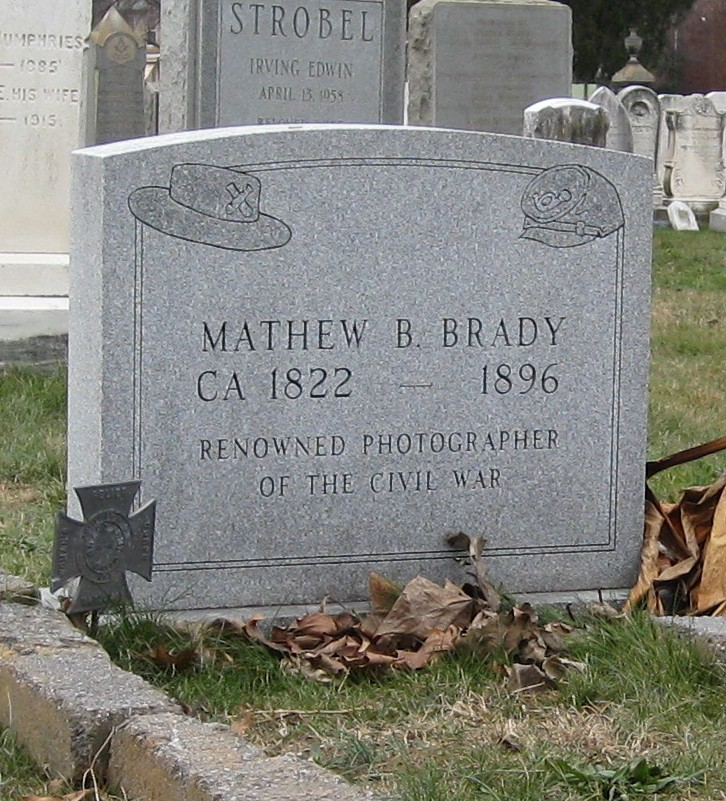
マシュー・ブレイディの墓
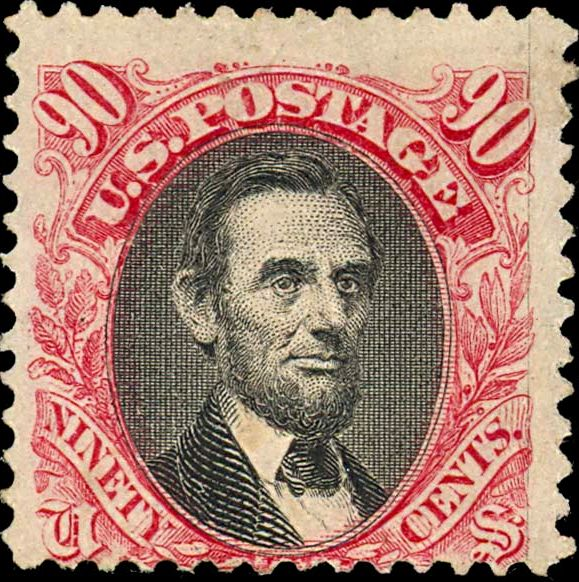
アメリカ合衆国の90セント切手、エイブラハム・リンカーン大統領の肖像はブレイディの写真を元に制作
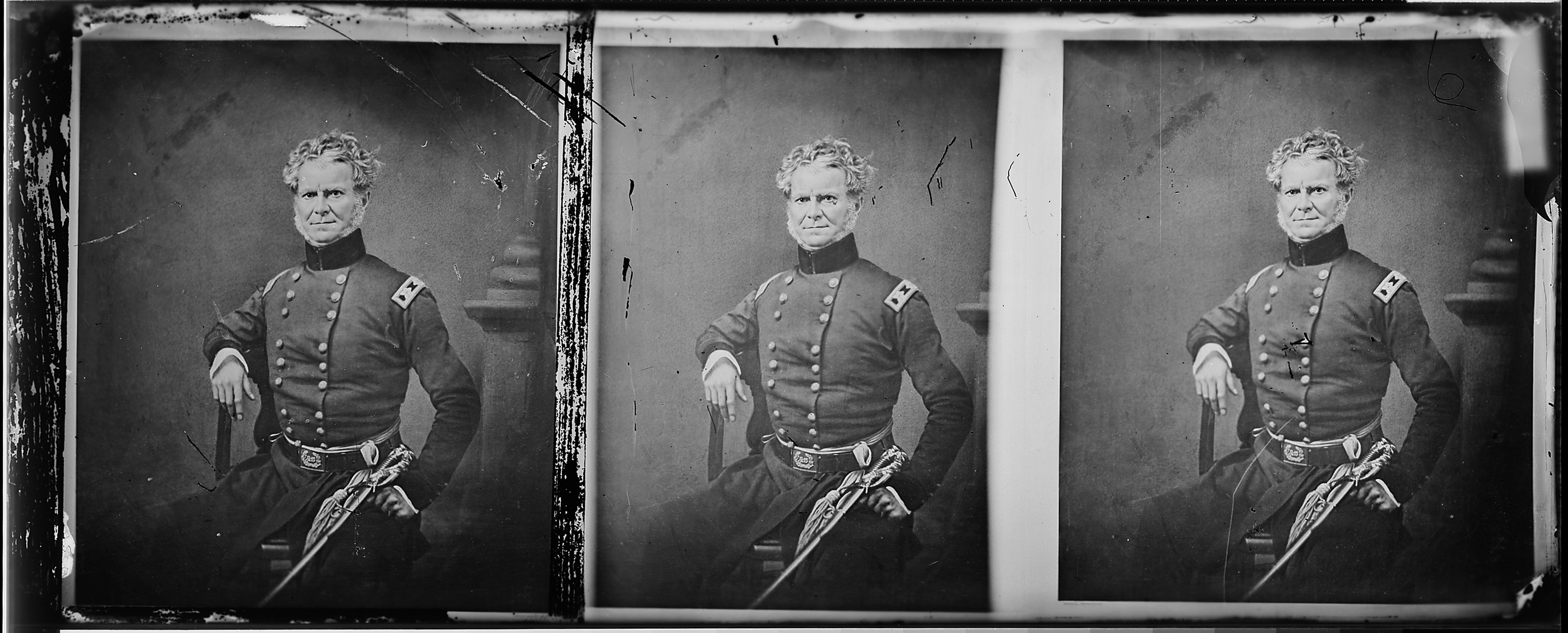
デイビッド・エマヌエル・トウィッグス将軍、ブレイディによる関連する写真がジョージ・イーストマン・ハウスでも見られる

ブレイディ、第一次ブルランの戦いから戻った時、長いコートの下にニューヨーク・ファイアー・ズアーブ連隊から贈られたサーベルを着用している[21]
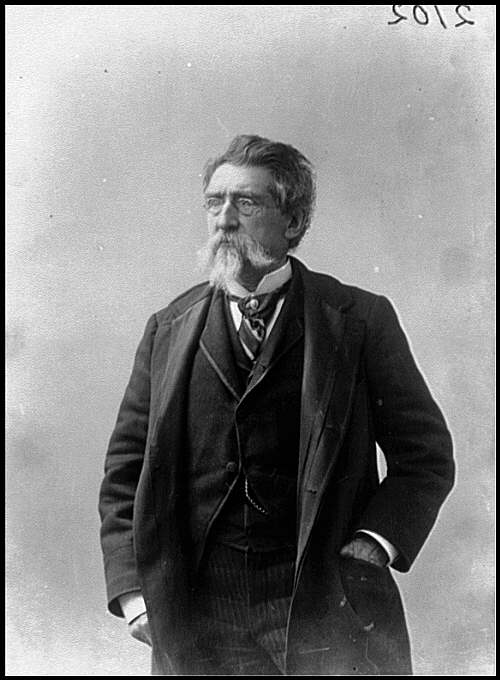
ブレイディ、1889年頃
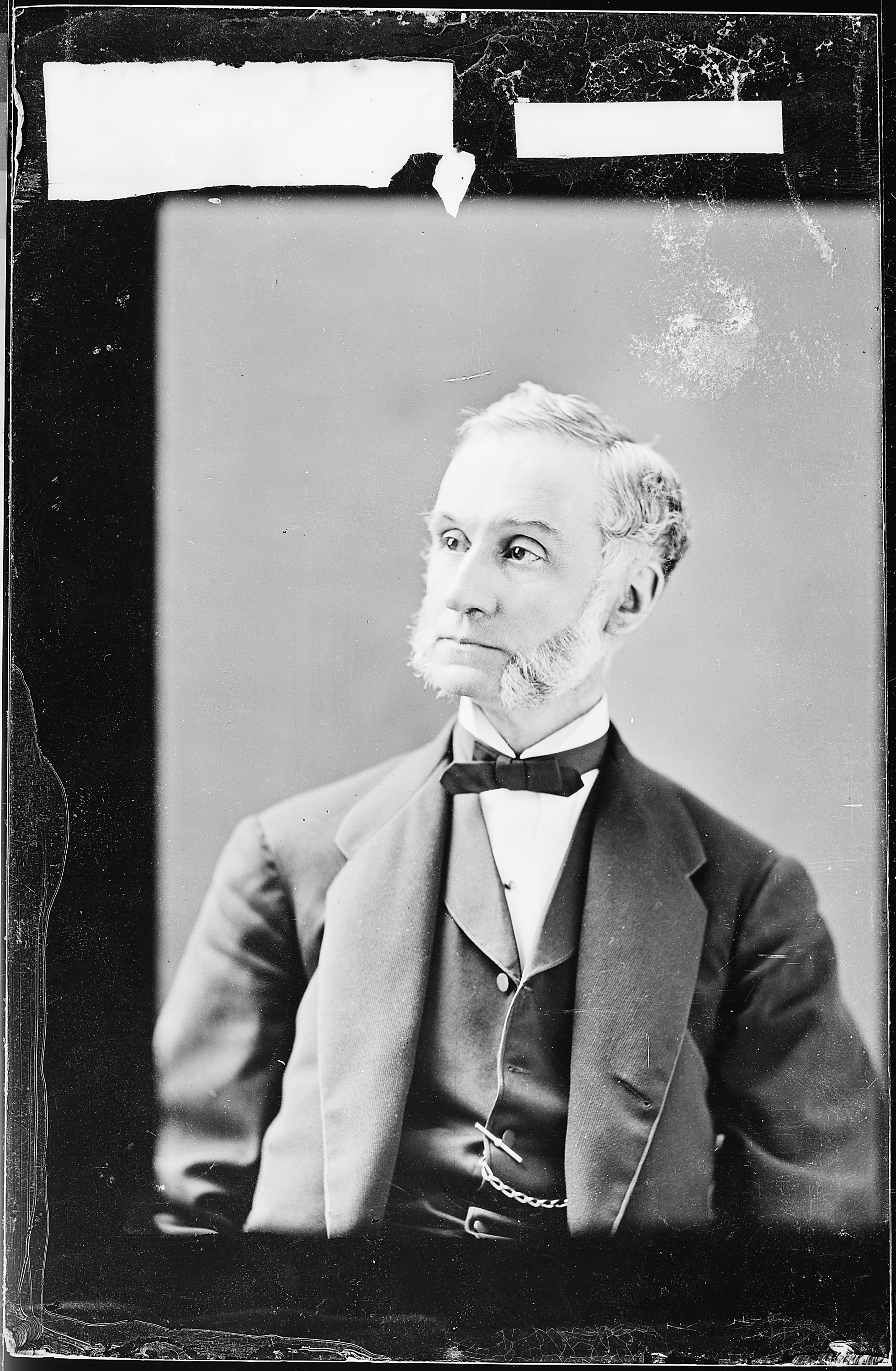
ブレイディによる「アグニュー」と題する写真原版（不規則な黒縁は当初の肖像写真には出てこない）

## 註釈
1. ↑  一部ではBradyをブラディと表記することがあるが、ブレイディが最も原音に近く普及している表記である。